# Seznam andorskih politikov
Seznam andorskih politikov.

## A
- Bonaventura Riberaygua i Argelich

## B
- Jaume Bartumeu

## C
- Jaume Bartumeu Cassany

## M
- Antoni Martí
- Marc Forné Molné

## R
- Òscar Ribas Reig
- Manuel Mas Ribó

## S
- Gilbert Saboya Sunyé

## T
- Juli Minoves Triquell

## V
- Julian Vila Coma